# Trøgstad
Trøgstad là một đô thị cũ ở hạt Østfold, được chia thành các giáo khu Trøgstad và Båstad. Từ 1 tháng 1 năm 2020, Trøgstad thuộc đô thị Indre Østfold.
Giáo khu Trygstad được lập thành một đô thị vào ngày 1 tháng 1 năm 1838 (xem formannskapsdistrikt).

## Tên gọi
Đô thị này (ban đầu là một giáo khu) được đặt tên theo nông trang cũ Trøgstad (Norse Þrygsstaðir và/hoặc Þrjúgsstaðir), do nhà thờ đầu tiên đã được xây ở đó. Nghĩa của tiếp đầu ngữ không rõ lắm (có thể là một nickname nam giới), hậu tố có nghĩa staðir 'gia viên, nông trang'.
Cho đến năm 1889 tên vẫn được viết "Trygstad".

## Huy hiệu
Huy hiệu được áp dụng thập kỷ trước (1979). 